# Dionysia aretioides
Dionysia aretioides là một loài thực vật có hoa trong họ Anh thảo. Loài này được (Lehm.) Boiss. mô tả khoa học đầu tiên năm 1846.

## Hình ảnh

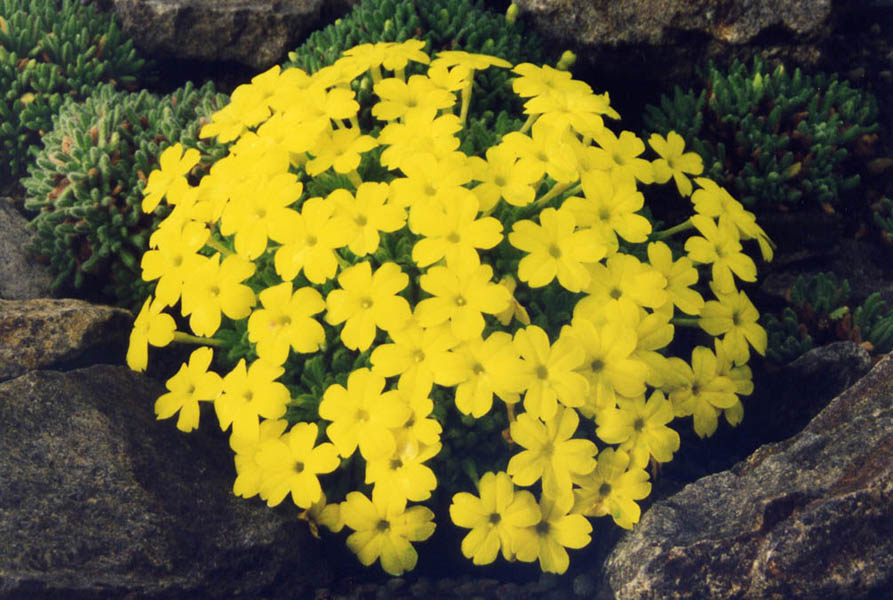
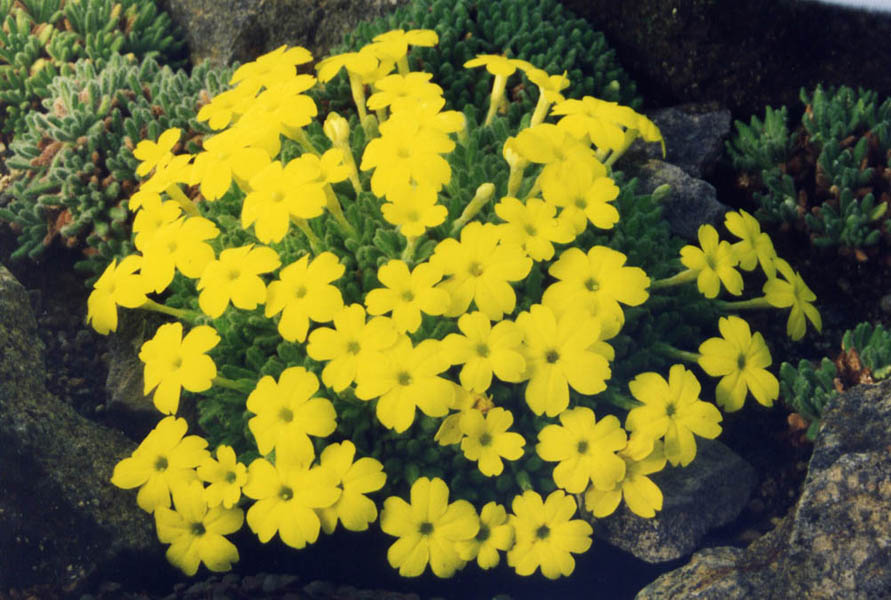
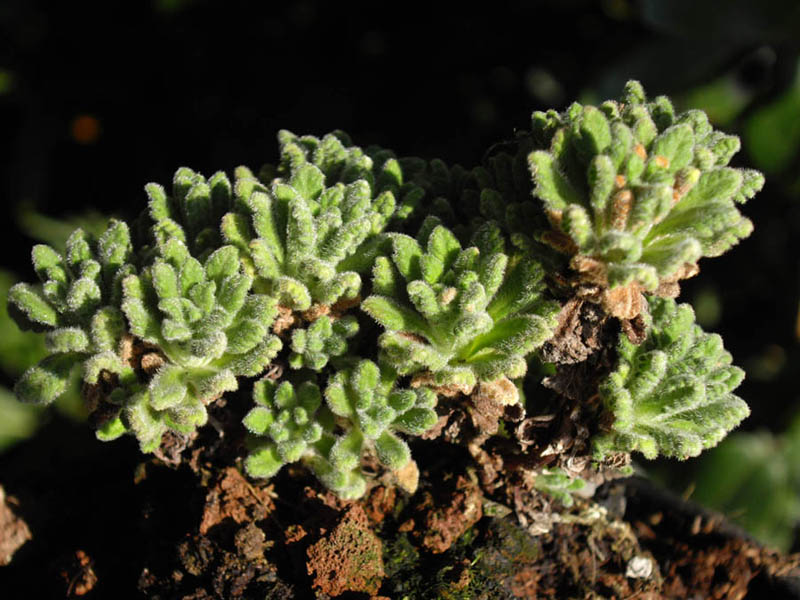
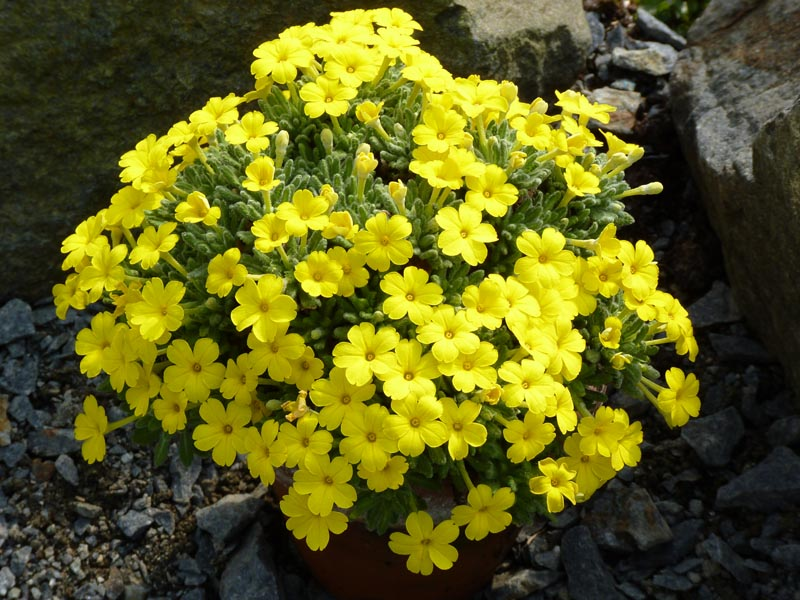